# Burnley F.C. 0–1 Lincoln City F.C. (2017)
Trận đấu giữa Burnley và Lincoln City tại vòng 5 Cúp FA 2016-17 diễn ra vào ngày 18 tháng 2 năm 2017 trên sân vận động Turf Moor, sân nhà của câu lạc bộ Burnley. Trận đấu đã kết thúc với phần thắng nghiêng về câu lạc bộ Lincoln City với tỉ số 1–0. Đây là lần đầu tiên một đội bóng tại giải vô địch quốc gia của Anh để thua trước một đội bóng bán chuyên kể từ khi Norwich City thua 0–1 trước Luton Town ở vòng 4 cúp FA năm 2013. Đây cũng là lần đầu tiên trong 103 năm qua, một đội bóng bán chuyên lọt vào vòng Tứ kết (trước kia là vòng 6 -vòng đấu dành cho tám đội mạnh nhất) của Cúp FA kể từ sau khi Queens Park Rangers vào năm 1914, khi Giải bóng đá quốc gia Anh chỉ có hai cấp (chuyên và bán chuyên). Lincoln City đã tiến vào vòng tứ kết gặp đối thủ là Arsenal, làm khách trên sân Emirates tuy vậy câu chuyện cổ tích của Lincoln City đã dừng lại khi thất thủ với tỷ số 0–5.

## Đường đến trận đấu

### Burnley
| Vòng                                                        | Đối thủ                       | Kết quả |
| ----------------------------------------------------------- | ----------------------------- | ------- |
| 3 Đá lại                                                    | Sunderland (k) Sunderland (c) | 0–0 2–0 |
| 4                                                           | Bristol City (c)              | 2–0     |
| Chú ý: (c) = sân nhà; (k) = sân khách; (n) = sân trung lập. |                               |         |

Là một đại diện của Giải bóng đá Ngoại hạng Anh, câu lạc bộ Burnley bắt đầu giải đấu ở vòng 3, đối đầu với một đại diện khác của giải Ngoại hạng là Sunderland. Burnley có kết quả hoà 0–0 khi làm khách trên sân Ánh sáng, và giành chiến thắng với tỷ số 2–0 trong trận đá lại trên sân nhà từ hai bàn thắng của Sam Vokes và Andre Gray. Ở vòng bốn họ được thi đấu trên sân nhà tiếp đối thủ từ Giải bóng đá Hạng nhất Anh Bristol City, khi đó Burnley giành chiến thắng với tỷ số 2–1 bằng hai bàn thắng của Vokes và Steven Defour.

### Lincoln City
| Vòng                                                          | Đối thủ                           | KQ      |
| ------------------------------------------------------------- | --------------------------------- | ------- |
| QR4 Đá lại                                                    | Guiseley (c) Guiseley (k)         | 0–0 1–2 |
| 1                                                             | Altrincham (c)                    | 2–1     |
| 2                                                             | Oldham Athletic (c)               | 3–2     |
| 3 Đá lại                                                      | Ipswich Town (k) Ipswich Town (c) | 2–2 1–0 |
| 4                                                             | Brighton & Hove Albion (c)        | 3–1     |
| Ghi chú: (c) = Sân nhà; (k) = Sân khách; (n) = Sân trung lập. |                                   |         |

Là một đội bóng bán chuyên, Lincoln bắt đầu tham dự cúp từ vòng loại thứ tư và đối đầu với một đội bóng tại National League là Guiseley trên sân nhà. Sau trận hòa 0–0 tại Sincil Bank, họ đã giành chiến thắng 2–1 trên sân Nethermoor Park nhờ các bàn thắng của Adam Boyes và Theo Robinson. Tại vòng 1, họ đấu với Altrincham tại National League và họ giành chiến thắng 2–1 nhờ các bàn thắng của Sean Raggett và Alan Power. Vào đến vòng hai, Lincoln đối đầu với đại diện của Football League One Oldham Athletic. Trên sân Sincil Bank Lincoln đã giành được chiến thắng 3–2 bởi hai bàn thắng của Robinson và một từ Terry Hawkridge. Tại vòng 3, Lincoln City tiếp đón Ipswich Town tại giai hạng nhất. Sau trận hòa 2–2 tại Portman Road, họ giành chiến thắng trên sân nhà Sincil Bank với tỷ số 1–0 nhờ bàn thắng của Nathan Arnold. Tại vòng 4 Lincoln lại đối đầu với một đại diện của giải hạng nhất khác là Brighton & Hove Albion trên sân Sincil Bank. Lincoln thắng 3–1 nhờ các bàn thắng từ Power, Robinson và một bàn thắng của Fikayo Tomori để lọt vào vòng 5 đối đầu với đại diện Giải bóng đá Ngoại hạng Anh Burnley.

## Diễn biến
Burnley bước vào trận đấu với chỉ 3 thất bại trong 29 trận đấu gần nhất của họ trên sân nhà. Lincoln tham dự trận đấu bằng cách sử dụng số đông cầu thủ của mình phòng ngự trước các đợt tấn công của Burnley. Trong hiệp một cả hai đội đều có cơ hội, cú sút của Jack bên phía Lincoln đưa bóng vọt xà và sau đó Andre Gray của Burnley đưa bóng đi trúng đích, nhưng thủ môn Paul của Lincoln, Paul Farman đã bắt gọn. Hiệp 1 kết thúc với tỉ số mà không có bàn thắng nào được ghi. Trong hiệp hai, ở phút thứ 89 cú sút của Sean Raggett (và cũng là cú sút duy nhất của Lincohn trong hiệp 2) đã trở thành bàn thắng, bàn thắng này được công nhận bới công nghệ vạch cầu môn thông minh. Kết quả Lincoln đã giành chiến thắng 1–0, trở thành đội bán chuyên đầu tiên trong 103 năm lọt vào vòng 8 đội mạnh nhất của cúp FA.
Sau trận đấu, Huấn luyện viên đội Lincoln City là Danny Cowley được gọi là "football miracle" và nói về bàn thắng "cảm ơn Chúa cho bàn thắng công nghệ!". Huấn luyện viên Burnley Sean Dyche nói "Tôi chỉ bị gutted ở ý nghĩa rằng có thể xảy ra...Đội bóng của tôi đã không ở đâu gần mức họ có thể cho thấy. Bạn có 1 công việc, siêng năng và luôn tin rằng bạn sẽ có 1 cơ hội khác. Tôi nghĩ rằng họ chỉ có một cơ hội, tận dụng tốt cho họ"

## Kết quả chi tiết
| Burnley | 0–1              | Lincoln City |
| ------- | ---------------- | ------------ |
|         | Kết quả chi tiết | Raggett 89'  |

| Burnley | Lincoln City |

|                  | 1  | Tom Heaton (c)          |       |     |
|                  | 27 | Tendayi Darikwa         |       |     |
|                  | 5  | Michael Keane           |       |     |
|                  | 26 | James Tarkowski         |       |     |
|                  | 4  | Jon Flanagan            |       |     |
|                  | 25 | Jóhann Berg Guðmundsson |       | 20' |
|                  | 18 | Ashley Westwood         |       |     |
|                  | 19 | Joey Barton             | 70'   |     |
|                  | 37 | Scott Arfield           |       |     |
|                  | 7  | Andre Gray              |       |     |
|                  | 9  | Sam Vokes               |       | 73' |
| Dự bị:           |    |                         |       |     |
|                  | 2  | Matthew Lowton          |       |     |
|                  | 6  | Ben Mee                 |       |     |
|                  | 10 | Ashley Barnes           | 90+1' | 73' |
|                  | 17 | Paul Robinson           |       |     |
|                  | 21 | George Boyd             |       | 20' |
|                  | 23 | Stephen Ward            |       |     |
|                  | 31 | Dan Agyei               |       |     |
| Huấn luyện viên: |    |                         |       |     |
| Sean Dyche       |    |                         |       |     |

|                  | 1  | Paul Farman      |     |       |
|                  | 2  | Bradley Wood (c) | 70' |       |
|                  | 5  | Luke Waterfall   |     |       |
|                  | 25 | Sean Raggett     |     |       |
|                  | 3  | Sam Habergham    |     |       |
|                  | 28 | Nathan Arnold    |     |       |
|                  | 30 | Alex Woodyard    |     |       |
|                  | 8  | Alan Power       | 17' |       |
|                  | 11 | Terry Hawkridge  |     | 81'   |
|                  | 7  | Jack Muldoon     |     | 64'   |
|                  | 9  | Matt Rhead       |     | 90+1' |
| Dự bị:           |    |                  |     |       |
|                  | 10 | Adam Marriott    |     |       |
|                  | 12 | Sean Long        |     |       |
|                  | 21 | Richard Walton   |     |       |
|                  | 24 | Jack McMenemy    |     |       |
|                  | 27 | Jamie McCombe    |     | 90+1' |
|                  | 31 | Dayle Southwell  |     | 64'   |
|                  | 38 | Joe Ward         |     | 81'   |
| Huấn luyện viên: |    |                  |     |       |
| Danny Cowley     |    |                  |     |       |